# Carrie (film)
Carrie är en amerikansk skräckfilm från 1976 i regi av Brian De Palma, baserad på romanen Carrie från 1974 av Stephen King. Titelrollen, den 16-åriga Carrie White, spelas av Sissy Spacek.
År 2022 valdes filmen ut för att bevaras i National Film Registry av USA:s kongressbibliotek då den anses vara ”kulturellt, historiskt eller estetiskt betydelsefull”.

## Handling
Carrie White (Sissy Spacek) är skolans mobbningsoffer och blir konstant förödmjukad av sina klasskamrater och sin fanatiskt religiösa mor Margaret (Piper Laurie).
När Carrie är på väg till skolans bal upptäcker hon att hon besitter övernaturliga krafter som gör att hon kan förflytta saker om hon koncentrerar sig tillräckligt mycket. Plötsligt är det Carrie som har makten och hon tänker inte sluta förrän alla hennes plågoandar har fått vad de förtjänar.

## Rollista
| Sissy Spacek  | – Carrie White    |
| Piper Laurie  | – Margaret White  |
| Amy Irving    | – Sue Snell       |
| William Katt  | – Tommy Ross      |
| Betty Buckley | – Miss Collins    |
| Nancy Allen   | – Chris Hargensen |
| John Travolta | – Billy Nolan     |

## Om filmen
År 2002 gjordes det en TV-film, Carrie, som också är baserad på Kings bok. Där spelas Carrie av Angela Bettis.
En nyinspelning med Chloë Grace Moretz som Carrie och Julianne Moore som Margaret White hade premiär 2013.
Carrie visades i SVT i mars 1990.